# Lampião de carbureto

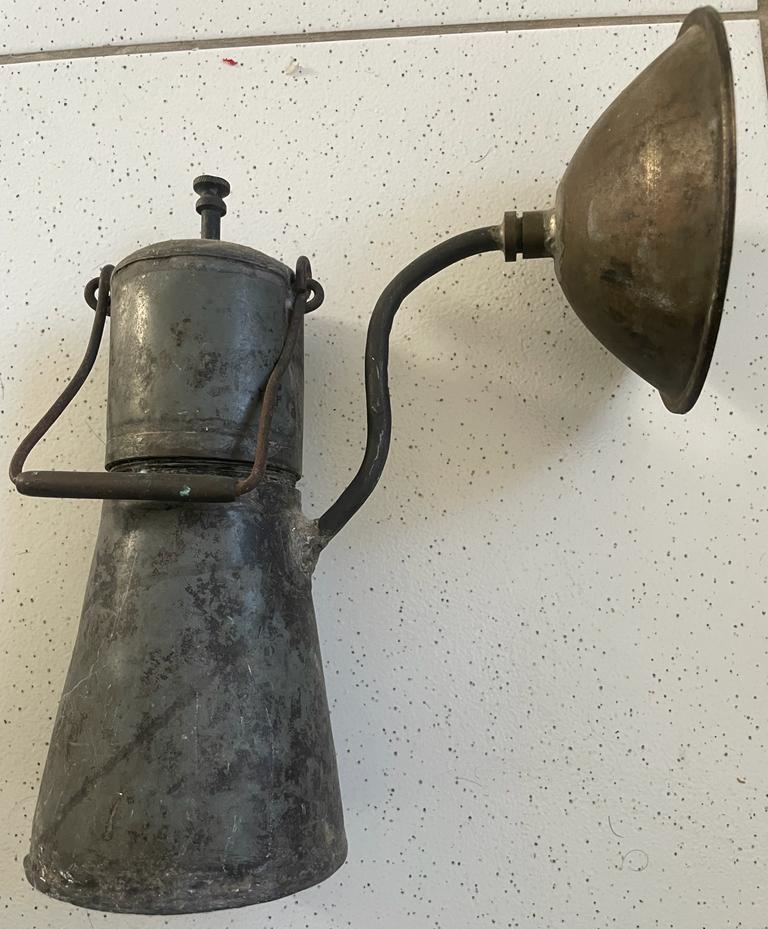

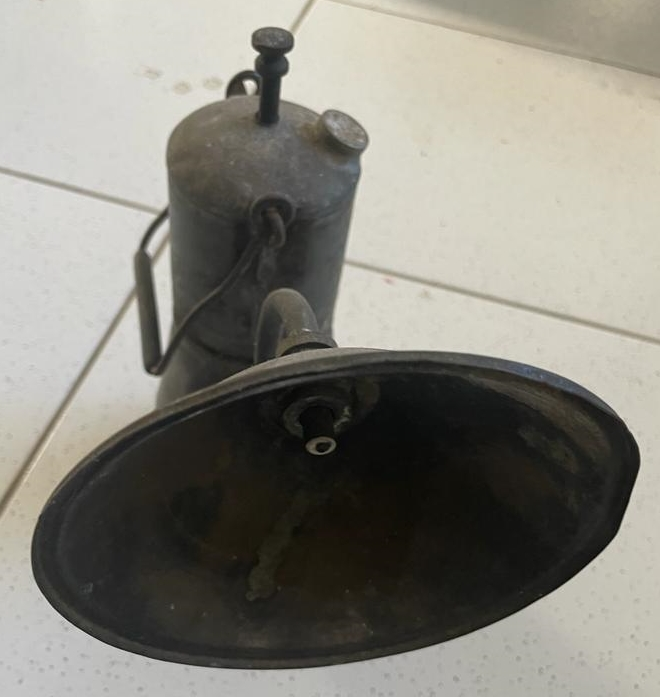
Lampião: destaque ao defletor e ponteira

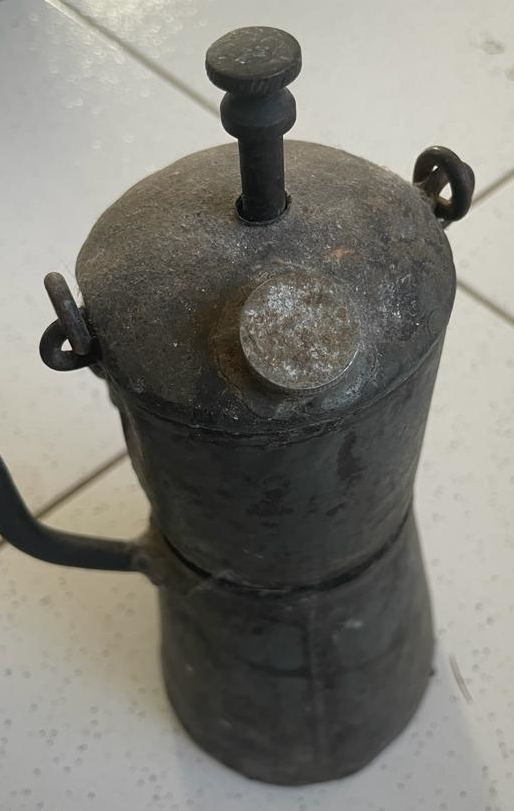

Lampião (ou lanterna) de Carbureto é um tipo de lanterna antiga, comumente utilizada em exploração de cavernas, aproximadamente no início do século XX, com funcionamento a base de água e carbureto, onde a mistura gera o acetileno (C2H2).

## Descrição
Em corpo metálico, lembrando um lampião, possui um cilindro (inferior) para armazenamento do carbureto, outro superior, com um tubo para saída do gás acetileno até o queimador na ponta, coberto por um defletor. No cilindro superior é colocada água que goteja até o cilindro inferior, misturando ao carbureto, causando a reação química e gerando o gás acetileno, que subirá pelo tubo até o queimador. Ainda no cilindro superior, há uma válvula que regula a pressão e volume de saída do gás até o terminal. 

## Origem
No final do século XIX,  o norte americano Thomas Willson (1892) descobriu e patenteou um processo de baixos custos na  produção de carbeto de cálcio, utilizando um forno (do tipo em arco para altas temperaturas) alimentado por uma mistura de cal e coque, necessária para a produção de carbureto.  Em 1895, Willson Thomas vendeu sua patente para a Union Carbide. Essa tecnologia fora usada na produção de energia, lanternas de bicicletas e o lampião de carbureto. 

## Funcionamento
O funcionamento do lampião de carbureto era relativamente simples: No cilindro inferior coloca-se carbureto. No superior, água, que irá gotejar no cilindro que encontra-se o carbureto, reagindo quimicamente e gerando o gás acetileno. O gás sobe através do tubo, regulado pela válvula de saída, até a ponteira próxima ao defletor. O gás expelido deve ser aceso com fogo ou com um mecanismo com roda de ignição (pederneira) com uma pedra sílex, encontrado como acessório fixo em modelos mais sofisticados.